# Ácido bromobenzoico
| Ácido bromobenzoico |                                                |                                                |                                                |
| Nome                | Ácido 2-bromobenzoico                          | Ácido 3-bromobenzoico                          | Ácido 4-bromobenzoico                          |
| Andere Namen        | Ácido orto-bromobenzoico Ácido o-bromobenzoico | Ácido meta-bromobenzoico Ácido m-bromobenzoico | Ácido para-bromobenzoico Ácido p-bromobenzoico |
| Fórmula estrutural  |                                                |                                                |                                                |
| Número CAS          | 88-65-3                                        | 585-76-2                                       | 586-76-5                                       |
| PubChem             | 6940                                           | 11456                                          | 11464                                          |
| Fórmula química     | C7H5BrO2                                       | C7H5BrO2                                       | C7H5BrO2                                       |
| Massa molar         | 201,03 g·mol−1                                 | 201,03 g·mol−1                                 | 201,03 g·mol−1                                 |
| Estado físico       | sólido                                         | sólido                                         | sólido                                         |
| Apresentação        | sólido cristalino                              | sólido cristalino                              | sólido cristalino                              |
| Ponto de fusão      | 147–150 °C                                     | 155–158 °C                                     | 254–256 °C                                     |
| Ponto de ebulição   | –                                              | –                                              | –                                              |
| pKs                 | 2,85                                           | 3,81                                           | 3,97                                           |
| Identificação GHS   |                                                |                                                |                                                |

Ácido bromobenzoico forma um grupo de compostos orgânicos os quais são derivados do ácido benzóico com um dos átomos de hidrogênio substituído por um átomo de bromo (Br), ou, também, do bromobenzeno tendo um dos átomos de hidrogênio substituído por um grupo carboxila (-COOH), ou ainda, pelo anel benzeno, adicionados de um grupo carboxila e bromo como substituintes. Devido a diferentes possibilidades de arranjo, há três isômeros de posição com a fórmula molecular C7H5BrO2.

## Propriedades
Os ácidos bromobenzóicos são sólidos cristalinos com pontos de fusão diferindo significativamente. O ácido 4-bromobenzóico, que tem a mais elevada simetria, tem o mais alto ponto de fusão. Os ácido bromobenzóico devido ao efeito I dos bromos substituintes tem maior acidez em relação ao ácido benzóico. As pKs são, por conseguinte, correspondentemente menores (ácido benzóico: 4,20).
Ácido o-bromobenzoico cristaliza-se no sistema monoclínico em um grupo cristalográfico C2/c com os parâmetros de rede a = 1482 pm, b = 2590 pm, c = 2590 pm e β = 118,25°. Em sua célula unitária há oito unidades de fórmula.
Ácido m-bromobenzoico cristaliza-se no sistema cristalino monoclínico, grupo de espaço P21/a com os parâmetros de rede a = 2599 pm, b = 473 pm, c = 607 pm e β = 102°.
O ácido p-bromobenzoico no sistema de cristal monoclínico no grupo espacial P21/a apresenta os parâmetros de rede a = 2959 pm, b = 615 pm, c = 398 pm und β = 95,5°. Na célula unitária contém quatro unidades-fórmula.